# Diofior
Diofior (of Dioffior) is een dorp in Senegal. Diofior ligt in het westen van Senegal, ten zuidoosten van de Senegalese hoofdstad Dakar, in de regio Fatick.
De landbouw is de belangrijkste economische activiteit van het dorp.